# John Pakington (1er baron Hampton)
Pour les articles homonymes, voir Pakington.
John Somerset Pakington (20 février 1799 - 9 avril 1880), connu sous le nom de Sir John Pakington, baronnet, de 1846 à 1874, est un homme politique conservateur britannique.

## Jeunesse et éducation
Né John Somerset Russell, il est le fils de William Russell et Elizabeth Pakington, membre d'une éminente famille du Worcestershire. Elizabeth est la sœur et l'héritière de Sir John Pakington, le 8e et dernier baronnet Pakington d'Ailesbury. John Somerset fait ses études au Collège d'Eton et à Oriel College, Oxford et prend en 1830 le nom de famille de Pakington au lieu de son patronyme en héritant des domaines de son oncle maternel. Il s'agit notamment de Westwood House dans le Worcestershire et Pakington s'y installe avec sa première femme en 1832.

## Carrière politique
Il est élu à la quatrième tentative en tant que député conservateur de Droitwich en 1837, un siège qu'il occupe jusqu'en 1874. Il est nommé à un poste par Sir Robert Peel en 1841 et créé en 1846 premier baronnet Pakington de la deuxième création, de Westwood dans le comté de Worcester. Il sert ensuite sous Lord Derby comme secrétaire d'État à la Guerre et aux Colonies en 1852 et est admis au Conseil privé la même année. Le gouvernement ne dure qu'un an et, dans l'opposition, il développe un intérêt pour la réforme de l'éducation, présentant en 1855 un projet de loi sur l'éducation infructueux qui préfigurait la loi de 1870.
Avec les Tories de retour au pouvoir, il occupe de nouveau un poste sous Lord Derby en tant que premier lord de l'amirauté de 1858 à 1859 et de 1866 à 1867. En tant que premier lord, il commande le premier navire de guerre blindé, le HMS Warrior, lancé en 1860. Sous Derby et son successeur Benjamin Disraeli, il est secrétaire d'État à la Guerre de 1867 à 1868. Il est nommé GCB en 1859.
Il perd son siège aux Communes lors de l'élection de 1874 et est élevé à la pairie en tant que baron Hampton, de Hampton Lovett et de Westwood dans le comté de Worcester.

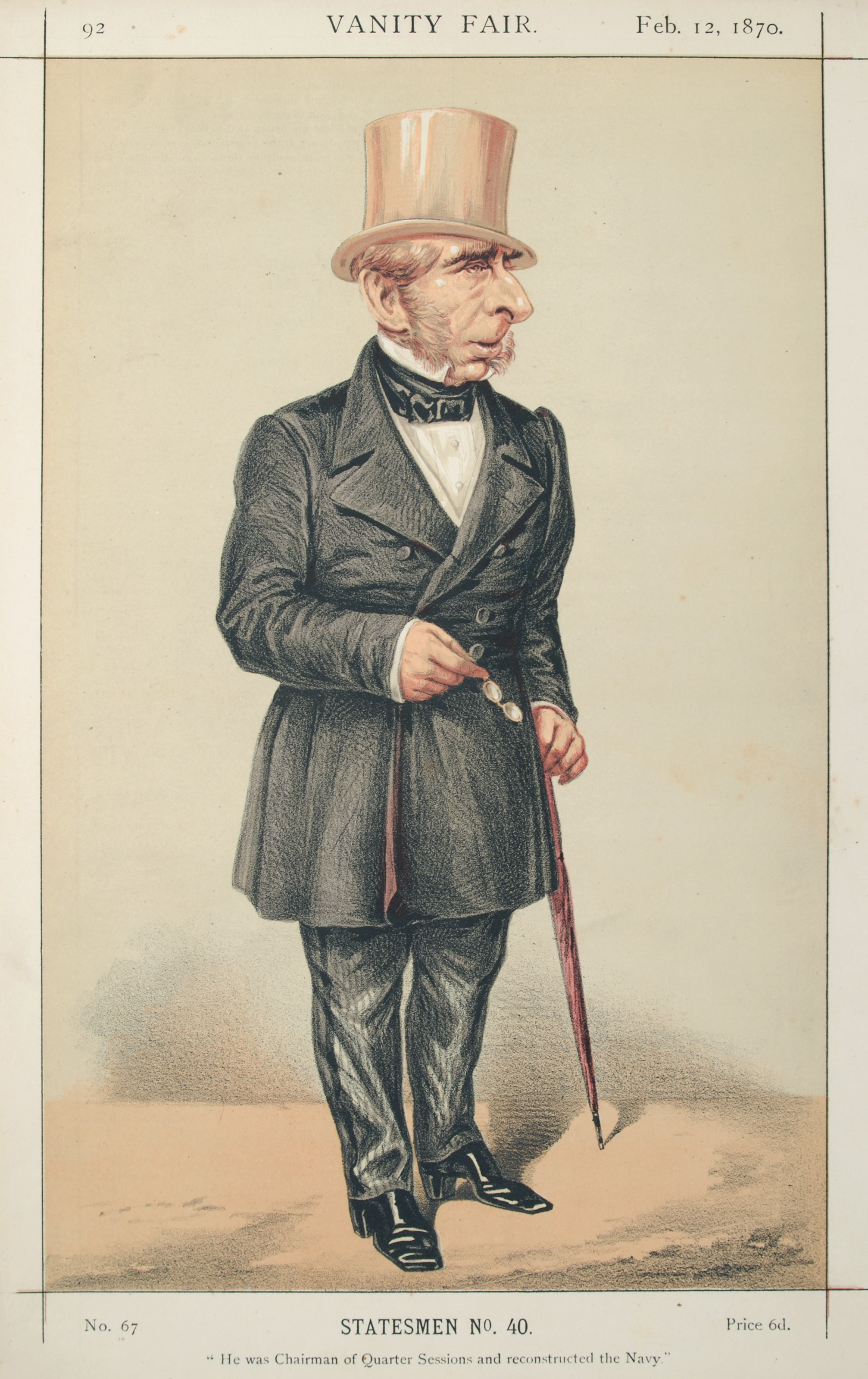
Pakington caricaturé par "ATn" dans Vanity Fair, 1870

Il est pendant de nombreuses années président du Worcestershire Quarter Sessions. Il est élu membre de la Royal Society en juin 1858 . Il est également président de la Royal Statistical Society 1861-1863 et commissaire du service civil de 1875 jusqu'à sa mort.

## Famille
Lord Hampton épouse d'abord Mary, fille de Moreton Aglionby Slaney, le 14 août 1822. Après sa mort en 1843, il épouse Augusta, fille du très révérend George Murray, le 2 juin 1844. Après sa mort en 1848, il épouse en troisièmes noces Augusta Anne, fille de Thomas Champion de Crespigny et veuve de Thomas Davies, député, le 5 juin 1851. Lord Hampton est décédé à son domicile de Londres en avril 1880, à l'âge de 81 ans, et son fils de son premier mariage, John Slaney Pakington, lui a succédé .